# الیکا
الیکا، روستایی است از توابع بخش بلده شهرستان نور در استان مازندران ایران.
روستای الیکا بین دو روستای نسن شهرستان نور و پل زنگوله شهرستان چالوس قرار دارد. مردم روستای مردم الیکا از قومیت طبری هستند که ریشه آن به قوم آمارد و قوم تپوری می‌رسد. مردم الیکا به زبان طبری (مازندرانی) و گویش کجوری سخن میگویند. الیکا منشا ایل بزرگ الیکایی که در مناطق چالوس، ورامین، مجن، آرادان و گرمسار ساکنند میباشد. 

## جمعیت
این روستا در دهستان اوزرود قرار دارد و براساس سرشماری مرکز آمار ایران در سال ۱۳۸۵، جمعیت آن زیر سه خانوار بوده‌است. مردم الیکا از قومیت طبری هستند که ریشه آن به قوم آمارد و قوم تپوری می‌رسد. مردم الیکا به زبان طبری (مازندرانی) و گویش کجوری سخن میگویند.